# Pterocladiella capillacea
Pterocladiella capillacea es una especie de alga roja de la clase Florideophyceae, subclase Rhodymeniophycidae y familia Pterocladiaceae, una de las numerosas incluidas en el género Pterocladiella.

### Taxonomía
La especie fue descrita en 1997 por los ficólogos Bernabé Santelices (chileno) y Max H. Hommersand (estadounidense).

### Sinónimos
A lo largo del tiempo, la especie se conoció también por los numerosos sinónimos:
- Cornea capillacea (S.G.Gmelin) Stackhouse, 1809
- Fucus capillaceus S.G.Gmelin, 1768 (protónimo)
- Fucus corneus var. pinnatus (Hudson) Goodenough & Woodward, 1797
- Fucus pinnatus' Hudson, 1762
- Gelidium capillaceum (S.G.Gmelin) Meneghini, 1854
- Gelidium corneum f. clavatum Ardissone, 1874
- Gelidium corneum var. capillaceum (S.G.Gmelin) Greville, 1830
- Gelidium okamurae Setchell & N.L.Gardner, 1937
- Gelidium pyramidale N.L.Gardner, 1927
- Gigartina cornea var. capillacea (S.G.Gmelin) S.F.Gray, 1821
- Pterocladia capillacea (S.G.Gmelin) Bornet, 1876
- Pterocladia complanata N.H.Loomis, 1949
- Pterocladia densa Okamura, 1934
- Pterocladia lindaueri K.C.Fan, 1961
- Pterocladia mexicana W.R.Taylor, 1945
- Pterocladia okamurae (Setchell & N.L.Gardner) W.R.Taylor, 1945
- Pterocladia pinnata (Hudson) Papenfuss, 1950
- Pterocladia pyramidalis (N.L.Gardner) E.Y.Dawson, 1945
- Pterocladia robusta W.R.Taylor, 1945
- Sphaerococcus capillaceus (S.G.Gmelin) Naccari, 1828ao susbfrato
- Sphaerococcus corneus var. capillaceus (S.G.Gmelin) C.Agardh, 1822

## Características

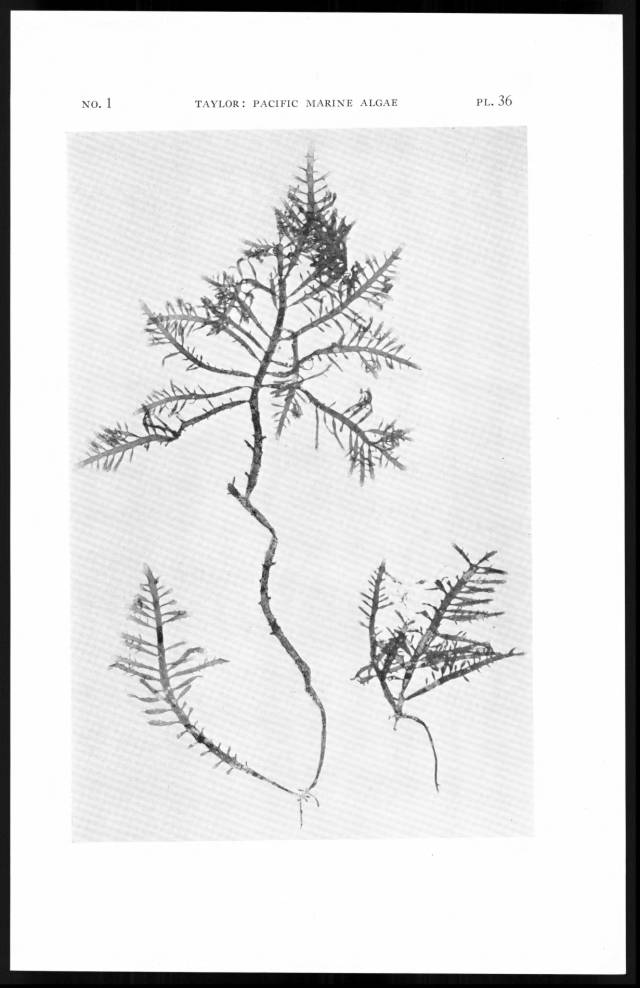
Pterocladia robusta =
Pterocladiella capillacea
Lámina de 1945

Es un alga de color rojo oscuro, purpúrea, rosa y a veces parduzo, de hasta 30 cm de altura y consistencia cartilaginosa. El eje, que aparece postrado, es cilíndrico, de 2 a 4 cm de diámetro, y está fijado por filamentos rastreros al sustrato, de los que salen varios ejes erectos, aplanados, desnudos en la base, cilíndricos (de 4 mm de diámetro) o aplastados, que forman la fronda de hasta 30 cm y ramificados irregularmente: algunos ejes no están ramificados, mientras que otros lo están tres o cuatro veces, con ramificaciones opuestas o alternas, que producen frondas de contorno triangular, bi o tripinnados, con pínnulas que disminuyen de longitud hacia el ápice. Los gametófitos son dioicos. Los espermatóforos se forman en la superficie del talo, en zonas que pierden el color y presentan contorno irregular. Los cistocarpos son uniloculares; los tetraesporangios son ovoides o semiesféricos y aparecen en las últimas ramas, que suelen tener aspecto espatulado.

## Hábitat
Pterocladiella capillacea es una especie epilítica (es decir, que vive adherida a las rocas), que habita en las pozas intermareales grandes y en las zonas mesolitorales y sublitorales, hasta los 2 m de profundidad.

## Distribución
Es una especie común en los mares templados, extendiéndose hasta los subtropicales, desde las islas británicas hasta el África occidental, en el Atlántico oriental (incluido el Mediterráneo), Argentina y Uruguay, en el Atlántico occidental, y en Vietnam y Japón, en el Pacífico.

### En Galicia
En las costas gallegas, desde Ribadeo hasta La Guardia, se encuentra formando matas flexibles en las pozas intermareales profundas en la zona mesolitoral media en áreas expuestas o semiexpuestas.

### Otros artículos
- Florideophyceae